# Szentborbás
Szentborbás je vas na Madžarskem, ki upravno spada pod podregijo Barcsi Šomodske županije.